# Президентские выборы в Азербайджане (1998)
Президентские выборы в Азербайджане 1998 года были назначены на 11 октября. Они стали четвёртыми выборами президента республики. По результатам выборов был переизбран Гейдар Алиев, набравший 77,6 % голосов.

## Кандидаты
| Кандидат           | Партия                                         | Число голосов | Доля голосов |
| ------------------ | ---------------------------------------------- | ------------- | ------------ |
| Гейдар Алиев       | Новый Азербайджан                              | 2 556 059     | 77,60 %      |
| Этибар Мамедов     | Партия национальной независимости Азербайджана | 389 662       | 11,80 %      |
| Низами Сулейманов  | Партия независимый Азербайджан                 | 270 709       | 8,20 %       |
| Фирудин Гасанов    | Коммунистическая партия Азербайджана           | 29 244        | 0,9 %        |
| Ашраф Мехтиев      | Партия «Честь»                                 | 28 809        | 0,9 %        |
| Ханхуссейн Казымлы | Партия Социального Процветания Азербайджана    | 8254          | 0,3 %        |